# Walther Steiger

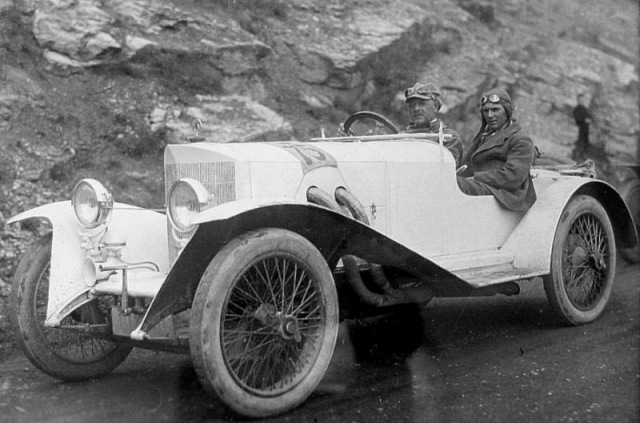
Walther Steiger am Steuer eines Steiger „Sport“ 11/55 PS (1922)

Walther Steiger (* 6. Dezember 1881 in Ulm; † 7. November 1943 ebenda) war ein Schweizer Konstrukteur und Automobilhersteller.

## Leben
Der studierte Chemiker stammte aus einer Familie von Schweizer Textilfabrikanten (Steiger & Deschler GmbH, Ulm) und gründete 1914 in Burgrieden bei Laupheim die Maschinenfabrik Walther Steiger & Co. Von 1920 bis 1926 stellte er dort den von Paul Henze und ihm entwickelten Steiger-Wagen her. Von 1926 bis 1934 leitete er als technischer Direktor die größte und traditionsreichste Automobilfabrik der Schweiz, die Firma Martini in Saint-Blaise am Neuenburgersee. Unter z. T. gemeinsamen Patenten mit seinem Geschäftsfreund Fritz Cockerell sind zahlreiche Entwicklungen im Bereich der Motorentechnik überliefert.